# George Blay
George Blay, né le 7 août 1980 à Elmina, est un ancien footballeur international ghanéen qui évoluait au poste de latéral droit.

## Carrière

### En club
Blay joue au total neuf saisons en première division belge avec le Standard de Liège (1997-2002), le FC Malines (2002-2003) et la RAA Louviéroise (2003-2006).
Son bilan en première division belge est de 177 matchs joués, pour 2 buts marqués.
Il part ensuite pour la Roumanie en 2006. Lors de la saison 2006-2007 , il joue 31 matchs sur un total de 34 matchs de championnat en faveur du Dinamo Bucarest, aidant son équipe à remporter le 18e titre de champion de l'histoire du club.

### En équipe nationale
George Blay reçoit sept sélections en équipe du Ghana entre 2000 et 2002, inscrivant un but.
George Blay est sélectionné pour la Coupe du monde des moins de 20 ans en 1999 organisée au Nigeria. Lors du mondial U-20, il joue 5 matchs.
Il fait partie de l'équipe du Ghana lors de la Coupe d'Afrique des Nations 2002. Le Ghana est éliminé au stade des quarts de finale, après avoir perdu contre le Nigeria. 
George Blay participe également aux éliminatoires du mondial 2002, où il joue deux matchs, contre la Tanzanie et la Sierra Leone.

## Palmarès
- Finaliste de la Coupe de Belgique en 1999 et 2000 avec le Standard de Liège.
- Champion de Roumanie en 2007 avec le Dinamo Bucarest.